# Brother Beat
Brother Beat (ブラザー☆ビート?, Burazā Bīto) è un dorama stagionale autunnale in 11 puntate di TBS andato in onda nel 2005.

## Trama
Harue è una donna sola che ce la sta mettendo tutta per crescere meglio che può i suoi tre figli, Tatsuya, Riku e Junpei: vivono tutti assieme sostenendosi a vicenda. Il padre è morto quand'erano ancora molto giovani.
Il primogenito lavora già in un'agenzia pubblicitaria, è molto pignolo e tiene costantemente in riga i due fratelli più giovani.

## Protagonisti
- Misako Tanaka - Harue Sakurai (46 anni): la madre, lavora in un supermercato.
- Tetsuji Tamayama - Tatsuya Sakurai (24 anni): fratello maggiore.
- Mokomichi Hayami - Riku Sakurai (22 anni): fratello di mezzo, è istruttore di nuoto in una palestra.
- Akiyoshi Nakao - Junpei Sakurai (20 anni): fratello più giovane, è ancora studente di college.
- Ryoko Kuninaka - Chisato Tamura: collega di Harue, nonché principale interesse amoroso di Tatsuya.
- Reina Asami - Ai Kudo (22 anni)
- Katsuhisa Namase - Hideki Noguchi (46 anni): manager al supermercato dove lavora Harue e suo principale interesse amoroso.
- Hidekazu Akai - Tsutomu Sakurai: il padre, muore quando i suoi figli sono ancora piccoli.
- Aya Okamoto - Rie Yoshihara
- Akio Kaneda - Yamaguchi, capo di Tatsuya.
- Yuuki Izumisawa - Tatsuya da bambino
- Ryohei Hirota - Riku da bambino
- Mayuko Iwasa - Miyuki Aizawa
- Hideo Tsubota - Higashi
- Hiro Mizushima - Yoshi
- Minami Otomo - Saori Tsukahara
- Miyako Takeuchi - Yumiko Toda
- Yuko Yamashita - Megumi Nomura
- Naoko Miya - Kyoko Nishihara
- Kazusa Matsuda - Keiko
- Tomoharu Hasegawa - Morimura
- Kenichi Yajima - padre di Miyuki Aizawa
- Kyoko Kamimura - Fusako Tamura: madre di Chisato.
- Takuzo Kadono - Shougo Tamura: padre di Chisato.
- Hideo Ishiguro - Kei Tamura: fratello minore di Chisato.
- Yukiko Takabayashi - madre di Rie (ep. 1)
- Nakahara Takeo - padre di Rie
- Tomoko Murakami (ep. 5)
- Kazuki Enari (ep. 9)

## Episodi
| Episodio | Data trasmissione | Titolo (kanji)     | Titolo (romaji)           | Titolo (inglese)                                |  |
| -------- | ----------------- | ------------------ | ------------------------- | ----------------------------------------------- |  |
| 01       | 2005-Oct-13       | 長男の逆玉見合い   | Chounan no gyakutama miai | The eldest son's gold digging blind date        |  |
| 02       | 2005-Oct-20       | 次男のホストNo.1   | Jinan no Hosuto No.1      | Second son is the No.1 host                     |  |
| 03       | 2005-Oct-27       | 三男の甘い誘惑     | Sannan no Amai Yuuwaku    | Third son's sweet temptation                    |  |
| 04       | 2005-Nov-03       | TOKYO恋物語        | TOKYO Koi Monogatari      | TOKYO love story                                |  |
| 05       | 2005-Nov-10       | トゥルーラブ       | True Love                 | True Love                                       |  |
| 06       | 2005-Nov-17       | 15年目のプロポーズ | 15 Nen me no Puropoozu    | 15th year Proposal                              |  |
| 07       | 2005-Nov-24       | オレの子供です     | Oreno Kodomo Desu         | It is my child                                  |  |
| 08       | 2005-Dec-01       | 元カノVS今カノ     | Moto kano VS Kon Kano     | Ex-girlfriend VS Current girlfriend             |  |
| 09       | 2005-Dec-08       | 親父の背中         | Oyaji no Senaka           | Father's back (following in father's footsteps) |  |
| 10       | 2005-Dec-15       | 長男の嫁           | Chounan no Yome           | Eldest son's bride                              |  |
| 11       | 2005-Dec-22       | 兄貴の結婚式       | Aniki no Kekkon Shiki     | Big brother's wedding                           |  |